# Ретрофлексні приголосні

Місце творення ретрофлексів.

Ретрофле́ксні при́голосні (англ. retroflex consonants; від англ. retro, «назад» + лат. flexio, «загинання») — у фонетиці група приголосних звуків, що мають однакове ретрофлексне місце творення — прототипічно кінчик язика піднімається до твердого піднебіння і загинається вгору. Інші назви — церебра́льні при́голосні (англ. cerebral consonants; використовується в індології), какуміна́льні при́голосні (англ. cacuminal consonants). Зазвичай, це тверді звуки, які не пом'якшуються. У Міжнародному фонетичному алфавіті ретрофлексна вимова позначається гачком ⟨˞⟩ знизу основного знака.
Плоскі ламінальні постальвеолярні звуки (наприклад, польський [ʂ]) звичайно позначаються так само, як справжні ретрофлексні (субапікальні постальвеолярні). Термін «ретрофлексний приголосний» відповідно крім вузького значення (артикуляція нижньою поверхнею загнутого догори кінчика язика) використовується і в більш широкому значенні (артикуляція з підняттям кінчика язика).

## Ретрофлексні приголосні
- [ʂ] (твердий ш) — глухий ретрофлексний фрикативний (китайська, польська, російська мови)
- [ʐ] (твердий ж) — дзвінкий ретрофлексний фрикативний (китайська, польська, російська мови)
- [t͡ʂ] (твердий ч) — глухий ретрофлексний африкат (китайська, польська, сербська)
- [d͡ʐ] (твердий дж)— дзвінкий ретрофлексний африкат (польська, сербська)
- [ʈ] (твердий т) — глухий ретрофлексний проривний (шведська, норвезька, індійські мови)
- [ɖ] (твердий д) — дзвінкий ретрофлексний проривний (шведська, норвезька, індійські мови)
- [ɳ] (твердий н) — ретрофлексний носовий приголосний (шведська, норвезька, індійські мови)
- [ɻ] (твердий р) — ретрофлексний апроксимант (тамільська, китайська, індійські мови)
- [ɭ] (твердий л) — ретрофлексний боковий апроксимант (шведська, тамільська, індійські мови)
- [ɽ] (твердий р) — ретрофлексний одноударний приголосний (шведська, норвезька, індійські мови)

Близькими до ретрофлексних [ʂ], [ʐ], [ʈ͡ʂ] та [d͡ʐ] є такі заясенні приголосні:
- Піднебінно-ясенні приголосні
  - [ʃ] (ш) — глухий піднебінно-ясенний (заясенний) фрикативний
  - [ʒ] (ж) — глухий піднебінно-ясенний (заясенний) фрикативний
  - [t͡ʃ] (ч) — глухий піднебінно-ясенний (заясенний) африкат
  - [d͡ʒ] (дж) — глухий піднебінно-ясенний (заясенний) африкат
- Ясенно-твердопіднебінні приголосні:
  - [ɕ] (м'який ш) — глухий ясенно-твердопіднебінний фрикативний
  - [ʑ] (м'який  ж) — дзвінкий ясенно-твердопіднебінний фрикативний
  - [t͡ɕ] (м'який  ч) — глухий ясенно-твердопіднебінний африкат
  - [d͡ʑ] (м'який  дж) — дзвінкий ясенно-твердопіднебінний африкат